# Libnotes (Metalibnotes) caledoniana
Libnotes (Metalibnotes) caledoniana is een tweevleugelige uit de familie steltmuggen (Limoniidae). De soort komt voor in het Australaziatisch gebied.